# Lora Aborn
Lora Aborn (Manhattan, 1907 – Chicago, 2005) fou una compositora estatunidenca.
Va estudiar piano, teoria musical i composició a l'Effa Ellis Perfield School of Music i més tard a Califòrnia, va tocar en una banda de jazz i va assistir al Conservatori d'Oberlin on va estudiar composició amb el Dr. George W. Andrews. Va continuar els seus estudis al Conservatori Americà de Chicago amb John Palmer i va rebre una medalla d'or en graduar-se.
Aborn va compondre una obres per encàrrec. La seva música s'ha reproduït i gravat als Estats Units, la Xina i Europa. Va ser honrada en una llista de les millors compositores americanes. Durant molts anys, Aborn va ser l'organista, directora de música i compositora resident a l'Església Unitària Universalista, a la que ella pertanyia.